# Épsilon Eridani b
AEgir es un planeta extrasolar aproximadamente a 10 años luz en la constelación de Eridanus. Orbita alrededor de la estrella Ran, y fue el sistema planetario conocido más próximo al sistema solar hasta el 16 de octubre de 2012, cuando el ESO anunció el descubrimiento de Alfa Centauri Bb.

## Características
Se estima que su masa es de 1,5 veces la masa de Júpiter y la inclinación de la órbita es de 30 ° en nuestra línea de visión. Esta inclinación orbital es paralela al polvo observado en el anillo alrededor de la estrella.